# Горбатов, Валерий Миронович
Вале́рий Миро́нович Горба́тов (укр. Валерій Миронович Горбатов; род. 27 июня 1955 года, село Нечаянное, Николаевский район, Николаевская область, Украинская ССР, СССР) — Председатель Совета министров Крыма (2001—2002), народный депутат Украины (1994—2006). Доктор экономических наук (2006), Заслуженный экономист Украины (2004). В данный момент является первым заместителем Председателя ФПУ. В 2012 году был избран Председателем правления Фонда социального страхования по временной потере трудоспособности Украины.

## Образование
- 1974 — Николаевский сельскохозяйственный техникум;
- 1979 — Херсонский сельскохозяйственный институт.

## Биография
- 1979—1980 — ведущий инженер-конструктор НИИ гидротехники и мелиорации;
- 1980—1984 — главный гидротехник, в 1984—1985 — заместитель председателя по производству, в 1985—1995 — председатель колхоза имени Крупской Нижнегорского района Крымской области;
- март 1994 — январь 1996 — Постоянный Представитель Президента Украины в Автономной Республике Крым[4];
- 1996—2000 — внештатный советник Президента Украины по вопросам региональной политики;
- 1997—1998 — начальник регионального отделения Фонда государственного имущества Украины в Автономной Республике Крым;
- март 1994 — май 2006 — народный депутат Украины;
- июль 2001 — апрель 2002 — Председатель Совета министров Крыма;
- сентябрь 2007 — председатель Крымской республиканской организации Всеукраинской общественной организации «Союз потребителей Украины».
- С 2011 — первый заместитель Председателя ФПУ.

## Общественная деятельность
- Депутат Крымского областного совета народных депутатов (1987—1991);
- Депутат Верховного Совета Крыма 1 созыва (1991—1994);
- Народный депутат Украины 2, 3 и 4-го созывов (1994—2006);
- Член Политсовета Социал-демократической партии (объединенной) Украины в 2004—2005;
- июль—сентябрь 2005 — председатель исполкома Крымской республиканской организации «Народный союз Наша Украина», член совета НСНУ;
- 2005 — председатель Крымской республиканской организации Партии защитников Отечества.

## Награды
- Орден «За заслуги» II (2002) и III (1997)[5] степеней;
- Орден Трудового Красного Знамени (1988);
- Медаль «За трудовое отличие» (1977);
- Почётная грамота Верховной Рады Украины (2002).

## Семья
Жена Евгения Федоровна, дочь Ольга, сын Юрий.